# انریکه ایگلسیاس (آلبوم)
«انریکه ایگلسیاس» (Enrique Iglesias) آلبومی از هنرمند اهل اسپانیا انریکه ایگلسیاس است که در ۲۱ نوامبر ۱۹۹۵ منتشر شد.